# Bondee
Bondee（ボンディー）は、シンガポールに本社を置くMetadream（メタドリーム）が運営するソーシャル・ネットワーキング・サービスである。ユーザーは、自身が作成したアバターを使うことでメタバース空間において友だちと交流できる。2022年12月にリリースされた。

## 歴史
2022年5月、Metadreamが中国発のSNS「Zheli」（True.ly）を買収し、グローバル版として機能の改善を行ったうえで2022年12月にBondeeとしてリリースされた。
2025年3月25日(火)、version4.6の大型アップデートを実施し、自己表現と交流を促進する新機能を導入された。

## 機能

### 友だち
リリース当初、Bondeeでは登録できる友だちの上限が最大50人であり、X（旧Twitter）やInstagramと比較してクローズド性が高いことが特徴的であった。しかし、2023年12月のアップデートにより、登録可能な友だちの上限が200人に拡大された。さらに、2024年10月のアップデートではクローズド性が変化し、よりオープンなフォローとフォロワーの関係性が導入された。この変更により、ユーザーは従来よりも広い範囲で興味や関心を共有する相手とつながりやすくなり、Bondeeの利用形態が多様化してきている。2025年3月の大型アップデートでAi機能でのマッチング機能、ランダムで様々な人とのマッチできる機能、タイムラインの復活にて他地域、近くの人との友だちとのコミュニティーの形式がよりやりやすくなった。

### 航海
航海は、音声やテキストを用いて、同時刻に航海を使用しているユーザーとマッチングする機能。この機能は、一時廃止されたが、2025年1月のアップデートで復活した。アップデート後の航海では、「ボイスで航海」「テキストで航海」の2種類から選択して出航することができ、性別により各1日5～10回までのマッチングすることができる。
マッチング時は、3分間の時間制限があるが、自分のプロフィールを公開し、相互的に公開することで時間制限なく航海を楽しむことができる。プロフィールが公開されると、相手ユーザーの性別、アバター、名前、フォロー、フォロワー、自己紹介文、ソーシャルタグを確認することができる。またチャットの言語を選択することができワールドワイドで交流ができる。まれにAiがいる。
航海中はリアクションしたり、一緒に回答で遊んだり、フォト交換することができる。
不審なユーザーや迷惑なユーザーがいた場合、右上の報告ボタンから報告することができる。

### Boop!（ツイート機能）
Boop!は、15秒以内の音声または、50文字以内のテキストを使用してユーザーが発した内容をAIが分析し、その結果に基づいて感情や状況をユーザーのアバターに反映させ、投稿することができる機能である。アバターのモーションや服装、投稿場所の名称も自分で設定ができる。また、公開範囲を「友達のみに公開」か「全員に公開」を選択することができるため、様々な使用用途に合わせて楽しめる。1日で表示が消える。

### ECHO
ECHO機能は、Boop!を投稿した後に共通のキーワードを持つユーザーとつながりやすくなる仕組みである。他のユーザーのBoop!に対して「いいね」やコメントをすることができ、交流を深めることも可能である。この機能を通じて、興味や関心が一致するユーザー同士のコミュニケーションが促進される。またまれにBlopeeというBondeeの中でのキャラクターが獲得できる。

### B-Zone（へや）
B-Zoneは、家具や小物を配置し自分の部屋をつくる機能。友だちのB-Zoneを訪れることもできる。自分のB-Zoneは、家具アイテム・背景色・BGM・天気・明かりなど、を自分好みに模様替えができる。一度自分好みに模様替えした配置を保存しておくこともできる。また、友だちが5人以上でスペースを拡張ができる。マックス4コマ広げられる。
B-Zoneでは、友人の訪問履歴を確認するほか、訪問した友人に宛てたメモを残すことや、訪問した友人とチャットをすることもできる。B-Zoneはピン止めをすることで24時間相手の部屋に滞在できる。自分の部屋はデフォルトでいつでも確認できる。メモは友人にならないと残せない

### 近くのユーザー（位置情報連携サービス）
近くのユーザー機能では、ユーザーが現在いる場所から近くに投稿されたBoop!を確認できるほか、MAP機能を通じて盛り上がっている場所の広場や、イベントに参加しているユーザーのBoop!にもアクセスすることが可能である。この機能により、リアルタイムで地域の話題やイベントの様子を把握し、同じ関心を持つユーザーとつながることができる。ユーザー同士の交流を促進し、地域やイベントを楽しむ新しい体験を提供する。

### Qupid（Ai）
相性がいい友人を探してくれるマッチングサービス。男女関係なく紹介してくれる。自分の好みや、投稿、やり取りから分析して紹介している模様。1日に複数回紹介してくれる。またQupidは紹介だけでなく、相談乗ったり、そのうえでMYDNAというレポートを毎度出してくれる。内容が独特。マッチングを停止することも可能。

### タイムライン
日記のような投稿ができるポストタイムラインがあります。
写真とGIF(最大9枚)とテキストの投稿、位置情報を追加することができます。2025年5月のアップデートで1投稿につき1本動画を30秒迄投稿できることが可能。
投稿後はタイムライン欄(おすすめ/フォロー)で表示され、いいねやコメントをすることができます。

### MAP
MAP機能は、ユーザーは、自身の現在地や最近訪れた場所、友人のチェックイン場所、さらに特定エリアで人気のスポット（Boop!が多い場所）をMAP上で確認することができる。日本国内だけでなく世界各地の情報を対象としている。
イベントトピックが複数あったり、右下にBlopeeを確認できる画面がある。

### Blopee（Bondeeのペット機能）
世界各地に散らばるキャンディーの破片から生まれた妖精。Boop！すると一定の確率で獲得できる。Boop!でみつけて獲得するのに24時間かかるが今すぐコレクトで課金ですぐどのランクか確認することができる。
コレクトしたらB-Zoneに招待して、インテリアや、部屋の外で遊んだりする。
5月のGW期間にBlopee逃走中！というイベントが開催された。Blopeeには現在ランクがSS＜S＜A＜B＜C＜D
の6種類、呟く場所で獲得のランクが異なる、SとSSは東京の限られた場所と時間のみ。SSを獲得すると豪華賞品と交換でき通貨ともなる。

### 着せ替え
プロフィール上部の服アイコン、アバターアイコンから着せ替え画面に移動し、アバターを自分好みにカスタムすることがでる。またショップ画面から服屋を選択しても着替えることができる。顔や髪、服装などを選ぶことで3Dのアバターを作成する。ユーザーは自身が作成したアバターを利用して友だちと交流する。
着せ替え中に拡張のマークを押すと、隠しコマンドで共有マークがでてくる。ここにアバターカードがあり、自分のアバターカードをかわいく保存したり、アイコンを保存できる。

### ステータス
「仕事中」や「運動中」などのステータスを設定できる機能。ステータスはチャットやB-ZONE、Boop！などで使用できる。

### チャット
1対1や複数人でチャットを行うことができる機能。チャットにおいて自分のアバターにリアクションや、アイテム、サブスク機能で背景を追加したりすることができます。

### ストア
Bondee内の店。ストアでは、アバターの服、B-zoneにおけるアイテムや遊び道具としてのアイテムを購入することができる。また財布の中にはB-Beans(Bondee内の通貨)、B-Stars(プレゼントを受け取ることでもらえ、B-Beansにも交換可能)が入っており、アイテムや服に変換することができる。 季節イベントも定期的に開催されており、ガチャガチャを作ったりできる。

### Bondee＋（サブスク）
Bondee＋はBondeeのサブスクサービスで、金額は月に260円（自動更新）、年額に2,200円－30％（自動更新）の2種類。
部屋の模様替え、着せ替えでの限定アイテム、チャット画面のオリジナル背景設置、なかよしの友達にお気に入り登録、また2025年5月のアップデートにて、航海の回数の増量、オフライン状態と近くにいるユーザーの距離の非表示が時間制限なしで設置可能（加入しなくても24時間設置可能）、また部屋に遊びに来たユーザーを確認することができる。

### 廃止された機能
Bon
2023年12月にリリースされたAR機能を利用したサービス。ユーザーが作成したアバターを現実世界に設置し、アクションやテキスト、画像を追加することが可能だった。
Buzz
2023年12月にリリースされた、ユーザーがBonに投稿した内容を一覧表示できる機能。付近にいるユーザーの投稿と、システムが選定したおすすめ投稿の2つのカテゴリを閲覧できた。
航海（マッチング機能なし）
アバターが船に乗って旅を楽しむことができる機能。この機能では、時間に応じて風景が変化し、他のアバターと出会うことで、チャットや友だち追加、相手の部屋を訪問するといった交流が可能だった。また、メッセージボトルを投げることで、ランダムに他のユーザーとコミュニケーションを取ることもできた。